# Halimium umbellatum var. verticillatum
Halimium umbellatum subsp. verticillatum é uma variedade de planta com flor pertencente à família Cistaceae. 
A autoridade científica da variedade é (Brot.) Willk., tendo sido publicada em Icon. Descr. Pl. Nov. 2: 54 (1858).

## Portugal
Trata-se de uma variedade presente no território português, nomeadamente em Portugal Continental.
Em termos de naturalidade é endémica da região atrás referida.

## Protecção
Encontra-se protegida por legislação portuguesa ou da Comunidade Europeia, nomeadamente pelo Anexo II e IV da Directiva Habitats.